# La Bruyère, Haute-Saône
La Bruyère là một xã thuộc tỉnh Haute-Saône trong vùng Franche-Comté phía đông nước Pháp.